# Sumner Welles
Benjamin Sumner Welles (New York, 14 ottobre 1892 – Bernardsville, 24 settembre 1961) fu un funzionario del Servizio diplomatico statunitense. Fu Sottosegretario di Stato presso il Dipartimento di Stato degli Stati Uniti dal 1937 al 1943 ed uno dei più ascoltati consiglieri di politica estera del presidente Franklin Delano Roosevelt.
Era figlio di Benjamin J. Welles (1857–1935) e di Frances Wyeth Swan (1863–1911); scelse il secondo nome Sumner da un suo famoso antenato, Charles Sumner, un eminente senatore del Massachusetts durante la guerra di secessione americana e il successivo Periodo della Ricostruzione. La sua era una famiglia molto benestante. Era nipote di Caroline Webster Schermerhorn Astor, nota come the Mrs. Astor, un'eminente socialite. Tra i suoi antenati vi era Thomas Welles, Governatore coloniale del Connecticut ed Increase Sumner, Governatore del Massachusetts dal 1797 al 1799.
La famiglia Welles era anche imparentata con i Roosevelt: un cugino di Sumner Welles sposò James "Rosy" Roosevelt, Jr., sorellastra del futuro Presidente Franklin Delano Roosevelt.

## Biografia

### Gli inizi
All'età di dieci anni entrò nella Miss Kearny's Day School for Boys a New York. A settembre del 1904 entrò alla Groton School, nel Massachusetts, che frequentò per sei anni e dove fu compagno di stanza del fratello di Eleanor Roosevelt; fece anche da paggio al matrimonio di quest'ultima con Franklin D. Roosevelt nel 1905. Frequentò poi l'Harvard College, parte dell'Università di Harvard, ove studiò economia e letteratura spagnola, e si laureò nel 1914.

### Carriera diplomatica
Dopo la laurea ad Harvard, Welles seguì il consiglio di Franklin D. Roosevelt di entrare nel Servizio diplomatico degli Stati Uniti. Un profilo della sua persona, redatto dal New York Times lo descrive così, ai tempi del suo ingresso nel servizio: “Alto, snello, biondo, sempre elegantemente vestito, egli nascondeva una naturale timidezza sotto l'apparenza di una dignitosa fermezza. Sebbene intollerante sull'inefficienza, egli faceva rimarcare un tatto eccezionale ed una pazienza autoimposta”. Ebbe un primo incarico a Tokyo, ove prestò servizio come terzo segretario, ma solo per breve tempo.
Egli divenne presto un esperto dell'America Latina. Prestò servizio a Buenos Aires, in Argentina, nel 1919, acquisendo una parlata corrente della lingua spagnola. Nel 1920 il Segretario di Stato Charles Evans Hughes lo nominò capo della Divisione Affari dell'America latina. A marzo del 1922 egli si dimise dal Dipartimento di Stato, poiché non condivideva l'allora punto di vista della diplomazia americana, che la potenza militare doveva servire a proteggere gl'interessi delle imprese americane oltremare. Tuttavia Charles Evans Hughes lo recuperò presto come Commissario straordinario per la Repubblica Dominicana, con il rango di Ministro. Il suo compito particolare fu quello di sovrintendere al ritiro delle forze americane ed a negoziare la protezione degli investitori americani nel debito di quella repubblica. Welles ricoprì questa posizione per tre anni e il suo operato si concluse, dopo la sua partenza, con il trattato del 1924.
Nel 1924 il Presidente Coolidge inviò Welles come mediatore fra le parti che si contendevano l'Honduras. Questo Paese mancava di un governo fin da quando le elezioni del 1923 non erano riuscite a formare una maggioranza di governo. Le trattative, condotte da Welles fra il 23 ed il 28 aprile produssero un governo ad interim sotto la guida del generale Vicente Tosta, che promise di formare un gabinetto rappresentativo di tutte le fazioni e di programmare il più presto possibile nuove elezioni, alle quali egli non si sarebbe candidato. I negoziati terminarono con la firma di un accordo firmato a bordo dell'incrociatore leggero americano USS Milwaukee nel porto di Amapala.
Il presidente Coolidge tuttavia disapprovò il matrimonio di Welles con Mathilde Scott Townsend, recentemente divorziata dall'amico del Presidente, Peter G. Gerry, senatore del Rhode Island, e quindi stroncò subito la carriera diplomatica di Welles. Welles si ritirò quindi nella sua proprietà di Oxon Hill nel Maryland ove si dedicò a scrivere la storia, in due volumi, della Repubblica Domenicana; Naboth's Vineyard: The Dominican Republic, 1844-1924 (La vigna di Nabot: la Repubblica Dominicana, 1844-1924), comparve nel 1928.
Egli divenne consigliere non ufficiale del presidente dominicano Horacio Vásquez. Durante le elezioni presidenziali negli Stati Uniti d'America del 1932 Welles prestò la sua consulenza per la politica estera alla campagna elettorale di Roosevelt e fu anche uno dei suoi principali contribuenti. Nell'aprile del 1933 Roosevelt nominò Welles Assistente Segretario di Stato per l'America latina ma quando in Cuba la rivolta contro il presidente Gerardo Machado lasciò il governo americano incerto e diviso, Welles divenne inviato speciale del Presidente degli Stati Uniti a Cuba, giungendo a L'Avana nel maggio dello stesso anno con l'incarico di negoziare un accordo che evitasse agli Stati Uniti d'intervenire d'autorità in base all'Emendamento Platt del 1901.

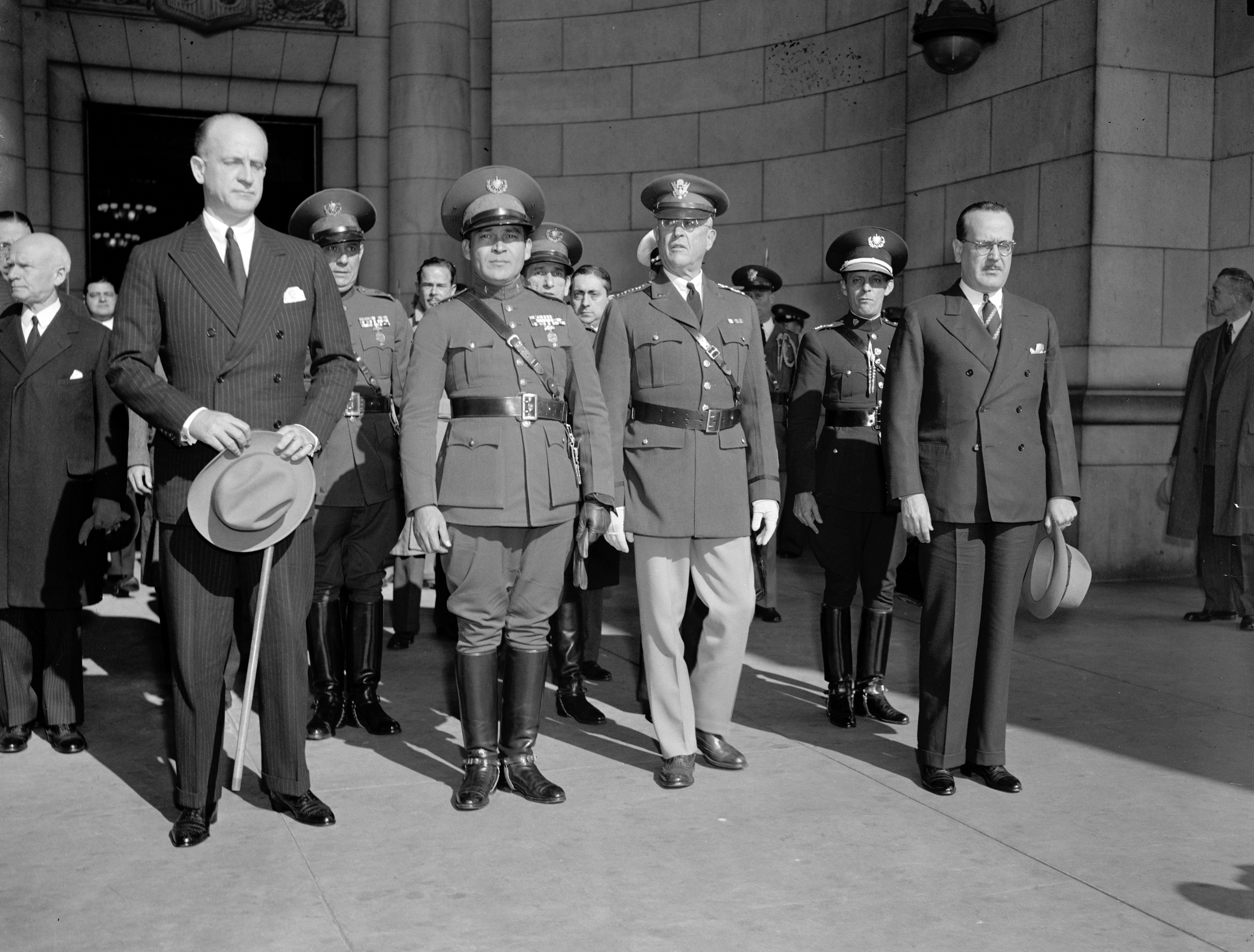
Welles, a sinistra (con il cappello in mano), accoglie Fulgencio Batista alla Union Station, Washington, D.C., il 10 novembre 1938

Le istruzioni impartitegli erano di mediare nel miglior modo possibile per ottenere la cessazione della situazione venutasi a creare a Cuba. Egli promise a Machado un nuovo trattato commerciale, che alleviasse i problemi economici del Paese in cambio di un accordo con i suoi oppositori, ai quali promise il sostegno ad un nuovo governo in cambio di un accordo con Machado per un trasferimento pacifico dei poteri. Un punto cruciale fu il tentativo di convincere Machado a concedere un'amnistia ai prigionieri politici, in modo che i capi dell'opposizione potessero presentarsi in pubblico. Machado perse presto la fiducia in Welles e denunciò le interferenze degli Stati Uniti come un'avventura coloniale. Il processo di mediazione portato avanti da Welles conferì all'opposizione una legittimazione politica. Non potendo influenzare Machado, egli negoziò la fine della sua presidenza con l'appoggio del generale Herrera, dei colonnelli Castilla e Delgado e di Enrique Ros, futuro oppositore di Fidel Castro.
Nel 1937 Roosevelt promosse Welles Sottosegretario al Dipartimento di Stato ed il Senato confermò la scelta del presidente. Una settimana dopo la Notte dei cristalli (9/10 novembre 1938) il governo britannico dichiarò di essere disposto a rinunciare alla quota di 65.000 cittadini britannici autorizzati ad emigrare negli Stati Uniti, in favore degli ebrei che cercavano di fuggire dal regime hitleriano. Welles si oppose a questa proposta, come spiegò più tardi:
(David Morrison, Heroes, Antiheroes, and the Holocaust, Jerusalem (Stato di New York), Gefen Publishing House, ISBN 965-229-210-9, p. 128)
Welles guidò la delegazione statunitense alla conferenza panamericana di 21 nazioni tenutasi a Panama nel 1939. Egli affermò che la conferenza era stata preparata nei precedenti incontri tenutisi a Buenos Aires e Lima e sottolineò la necessità di consultazioni in materia economica per «…attutire l'impatto dello spostamento del commercio inter-americano emergente dalla guerra in Europa». In febbraio e marzo 1940 Welles visitò l'Italia, la Germania e la Gran Bretagna per discutere ipotesi di rappacificazione. Hitler temette che le sue visite avessero lo scopo di allontanare l'Italia dalla Germania.
Il 23 luglio 1940, in ottemperanza alla Dottrina Stimson, Welles fece una dichiarazione, nota poi come Dichiarazione di Welles, con la quale condannò l'annessione dei Paesi Baltici da parte dell'Unione Sovietica, dichiarando che gli Stati Uniti non avrebbero mai riconosciuto la legittimità della sovranità sovietica in quei Paesi; questa posizione fu successivamente sostenuta da 50 altre nazioni. Questa Dichiarazione fu fonte di contese durante la successiva alleanza fra Stati Uniti e Gran Bretagna, ma Welles la difese strenuamente. In una discussione con i mezzi di comunicazione, egli asserì che l'Unione Sovietica aveva manovrato per fornire «…un odore di legalità agli atti di aggressione per la Storia»
Nel memorandum del 1942, che descriveva le sue conversazioni con l'ambasciatore britannico Lord Halifax, Wells sostenne che egli avrebbe preferito connotare il plebiscito, che approvava queste annessioni, come un falso. Nell'aprile dello stesso anno egli scrisse che l'annessione era «…non solo indifendibile da un punto di vista morale, ma parimenti straordinariamente stupida.» Egli riteneva che qualunque concessione sulla questione baltica avrebbe creato un precedente che avrebbe condotto ad ulteriori conflitti di confine nella parte orientale della Polonia ed in altre zone.

### La rivalità con Cordell Hull e le dimissioni

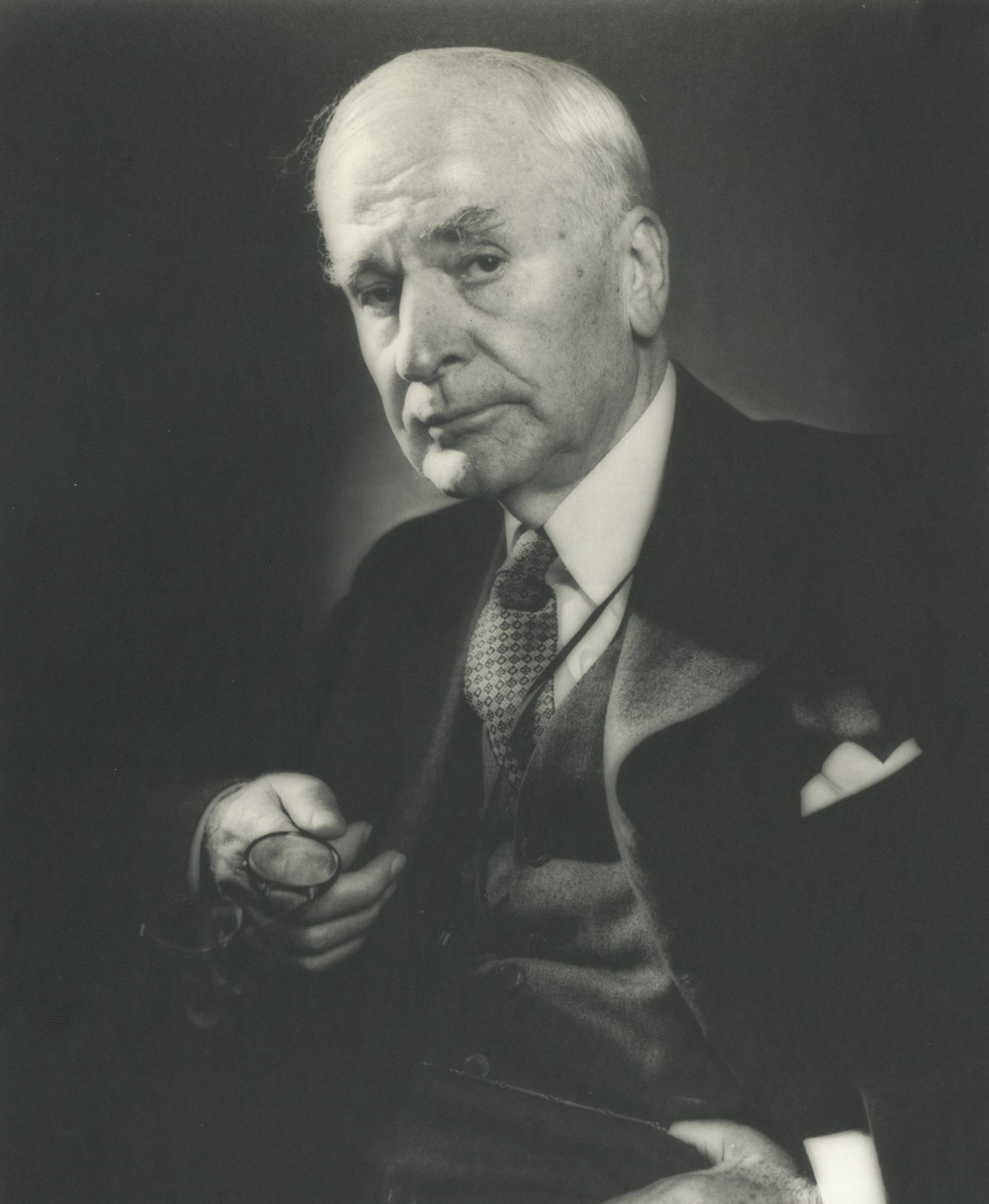
Cordell Hull, Segretario di Stato dal 1933 al 1944

Welles comparve sulla copertina del TIME dell'11 agosto 1941 e su quel numero la rivista descrisse il ruolo di Welles nel Dipartimento di Stato:
«Sumner Welles è uno dei veramente pochi uomini di carriera a divenire Sottosegretario di Stato e come vanno ora le cose, può diventare infine Segretario di Stato … Questa settimana Cordell Hull è tornato a Washington per riprendere il suo servizio. Egli è stato assente, per motivi di salute, sei settimane, ma il suo rientro non dovrebbe cambiare molto le cose. Serio, santo, Mr. Hull, inesperto nel rimescolare le carte, ha lasciato a lungo l'effettiva amministrazione del Dipartimento al suo capo aiutante, Sumner Welles. E Cordell Hull può decidere di non ritirarsi, ma anche se Welles non diverrà mai Segretario di Stato, egli manterrà il suo attuale potere: per scelta presidenziale, abilità propria, esperienza e vigore, egli è il funzionario responsabile dell'amministrazione della politica estera degli Stati Uniti.»
Roosevelt fu sempre vicino a Welles e fece di lui la figura centrale del Dipartimento di Stato, con gran dispiacere di Cordell Hull, che tuttavia non poteva essere rimosso a causa della sua forte posizione politica. Un articolo successivo, dopo che i due non lavoravano più insieme al Dipartimento di Stato, si doleva del fatto che due uomini che condividevano i medesimi fini fossero rivali a causa dei «conflitti di carattere e di ambizioni».
Lo scontro divenne pubblico verso la metà del 1943, allorché Time rivelò il «…divampare di odi e gelosie a lungo celate nel Dipartimento di Stato». Nel settembre del 1940 Welles accompagnò Roosevelt al funerale dell'ex presidente della Camera ("Speaker") William B. Bankhead ad Huntsville nell'Alabama. Durante il viaggio di ritorno in treno, Welles chiese insistentemente a due facchini afro americani di fare sesso omosessuale.
Cordell Hull, appresa tempo dopo la vicenda, inviò il suo confidente, l'ex ambasciatore William Christian Bullitt Jr. a fornire i dettagli dell'evento al senatore repubblicano del Maine, Owen Brewster, il quale, a sua volta, passò le informazioni ad Arthur Crock, un giornalista che era stato sempre critico nei confronti di Roosevelt, ed ai senatori Styles Bridges e Burton K. Wheeler. Quando il direttore dell'FBI, John Edgar Hoover, si rifiutò di consegnare la documentazione, Brewster minacciò di aprire in Senato un'indagine speciale sul fatto. Roosevelt fu amareggiato dall'attacco al suo amico, pensando che stessero rovinando un brav'uomo, ma fu costretto ad accettare le dimissioni di Welles nel 1943; Roosevelt biasimò in modo particolare Bullitt.
Arthur Krock sul New York Times scrisse che a Washington la partenza di Welles era vista come un tentativo di porre fine alle divisioni in fazioni presso il Dipartimento di Stato:
«Il conflitto a lungo durato ha disorganizzato il Dipartimento, alimentato i dissidi fra le fazioni di Welles e Hull tra i suoi funzionari, confuso i fornitori del Dipartimento ed infine ha provocato le pressioni presso il Presidente, affinché eliminasse le cause di questa situazione.» 
Nonostante la personale simpatia del Presidente e della sua consorte per Welles, continuava Krock, il Presidente sostenne Hull poiché il sostegno ad un subordinato avrebbe creato rivolte nelle altre agenzie governative; Hull era particolarmente collegato al Congresso ed al Senato ed ivi molto popolare e gli fu detto che questi non avrebbero tollerato Welles, né alcun altro, come Segretario di Stato. Krock aggiunse una spiegazione criptica:
«Altri incidenti sorti crearono dissidi anche più che personali fra i due. Furono quelli che fecero sorgere l'opposizione del Senato a Mr. Welles, che venne riportata al Presidente.»

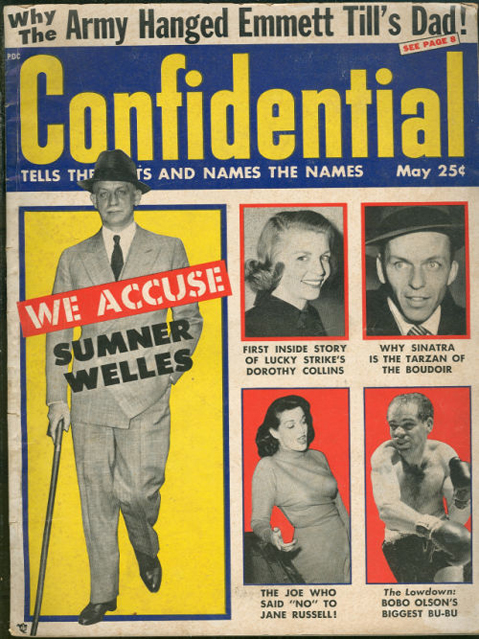
La copertina della rivista scandalistica Confidential del 3 marzo 1956

Seguì un periodo di vacanza di Welles a Bar Harbor nel Maine durante il quale egli mantenne un diplomatico riserbo, mentre le polemiche durarono ancora per un mese, senza che la Casa Bianca o il Dipartimento di Stato si pronunciassero ufficialmente in materia. Infine Roosevelt annunciò ufficialmente il 26 settembre 1943 l'accettazione delle dimissioni di Welles e la nomina di un nuovo Sottosegretario di Stato nella persona di Edward Stettinius Jr. Nell'annunciare l'accettazione delle dimissioni di Welles, il Presidente disse che lo faceva a malincuore e che Welles era stato costretto a lasciare l'attività a causa delle cattive condizioni di salute della moglie. Il testo della lettera di dimissioni di Welles, com'era consuetudine, non venne pubblicato.
Molti anni dopo, nel 1956, la rivista scandalistica Confidential pubblicò un servizio sul fatto avvenuto nel 1940 in treno, correlato alle dimissioni di Welles dal Dipartimento, con aggiunte riguardanti uno scorretto comportamento sessuale o un fatto dovuto ad ubriachezza. Welles aveva chiarito ai suoi parenti che tale "incidente" non era stato altro che la conversazione di un ubriaco con il personale del treno. Welles comparì per la prima volta in pubblico, dopo le sue dimissioni, nell'ottobre del 1943 con una conferenza presso l'Associazione per la Politica Estera, illustrando il suo punto di vista sulla situazione che si sarebbe venuta a creare dopo la fine della guerra.
Nel 1944 Welles associò il proprio nome ad una campagna per la raccolta di fondi, promossa dal United Jewish Appeal, al fine di aiutare i profughi ebrei fuggiti nei Balcani a raggiungere la Palestina. Nello stesso anno egli scrisse Time for Decision (L'ora delle decisioni), ove proponeva per la fine della guerra una modifica dei confini tedeschi che trasferisse la Prussia Orientale nella Polonia e che estendesse i confini orientali della Germania ai territori abitati da popolazioni di lingua tedesca. Quindi egli suggeriva di suddividere la Germania in tre stati indipendenti, ciascuno dei quali sarebbe stato incluso in una futura unione doganale europea, integrando così una Germania divisa entro un'ampia unione commerciale. Egli era inoltre favorevole a rendere i confini delle popolazioni conformi alla loro distribuzione etnica. Con il pubblico impegnato nella discussione sul prossimo dopo-guerra, il libro di Welles vendette un milione di copie.
Welles divenne quindi un eminente commentatore ed autore di politica estera. Nel 1945 lavorò per l' American Broadcasting Company conducendo il Sumner Welles Peace Forum, una serie di 4 trasmissioni che forniva commenti esperti sulla Conferenza Internazionale delle Nazioni Unite di San Francisco, che scrisse i documenti di base per lo Statuto delle Nazioni Unite. Egli intraprese un progetto per l'edizione di una serie di volumi sulle relazioni estere per la Harvard University Press.
Nel 1948 Welles scrisse We Need Not Fail (Non possiamo sbagliare), un breve libro che presentava la storia e valutava le lotte in Palestina. Welles sosteneva che gli Stati Uniti avrebbero dovuto insistere sul pieno adempimento delle promesse del 1947 da parte dell'Assemblea Generale delle Nazioni Unite a creare due stati indipendenti, uniti economicamente e controllati da un corpo di polizia al comando delle stesse Nazioni Unite. Egli criticava i funzionari americani, che erano ossessionati dall'Unione Sovietica al punto di preferire sottomettersi agli Arabi ed agl'interessi legati al petrolio. Rafforzare le decisioni delle Nazioni Unite doveva essere un obiettivo prevalente, poiché costituiva l'opportunità per stabilire un ruolo all'Organizzazione su un piano internazionale, che nessun altro interesse avrebbe potuto contrastare.
Più tardi, in quell'anno, Welles venne presentato dal Congresso Ebraico Americano con la citazione che lo elogiava per essere un «…coraggioso campione della causa d'Israele fra le nazioni del mondo.» Egli fu un membro della sezione americana dell'Istituto per le Relazioni Pacifiche, un ente che promuoveva gli studi sull'Estremo Oriente e sull'area del Pacifico. Il senatore Joseph McCarthy lo accusò di essere un fronte comunista.
Welles morì all'età di 68 anni, il 24 settembre 1961, a Bernardsville, nel New Jersey e la sua salma venne tumulata nel cimitero di Rock Creek a Washington. Winston Churchill, autore della lapidaria risposta No comment, citò Welles come fonte d'ispirazione alle sue criptiche risposte. I documenti di Welles sono conservati negli Archivi Nazionali, presso la Biblioteca e Museo Presidenziali Franklin D. Roosevelt, in Hyde Park a New York.

## Matrimoni e figli

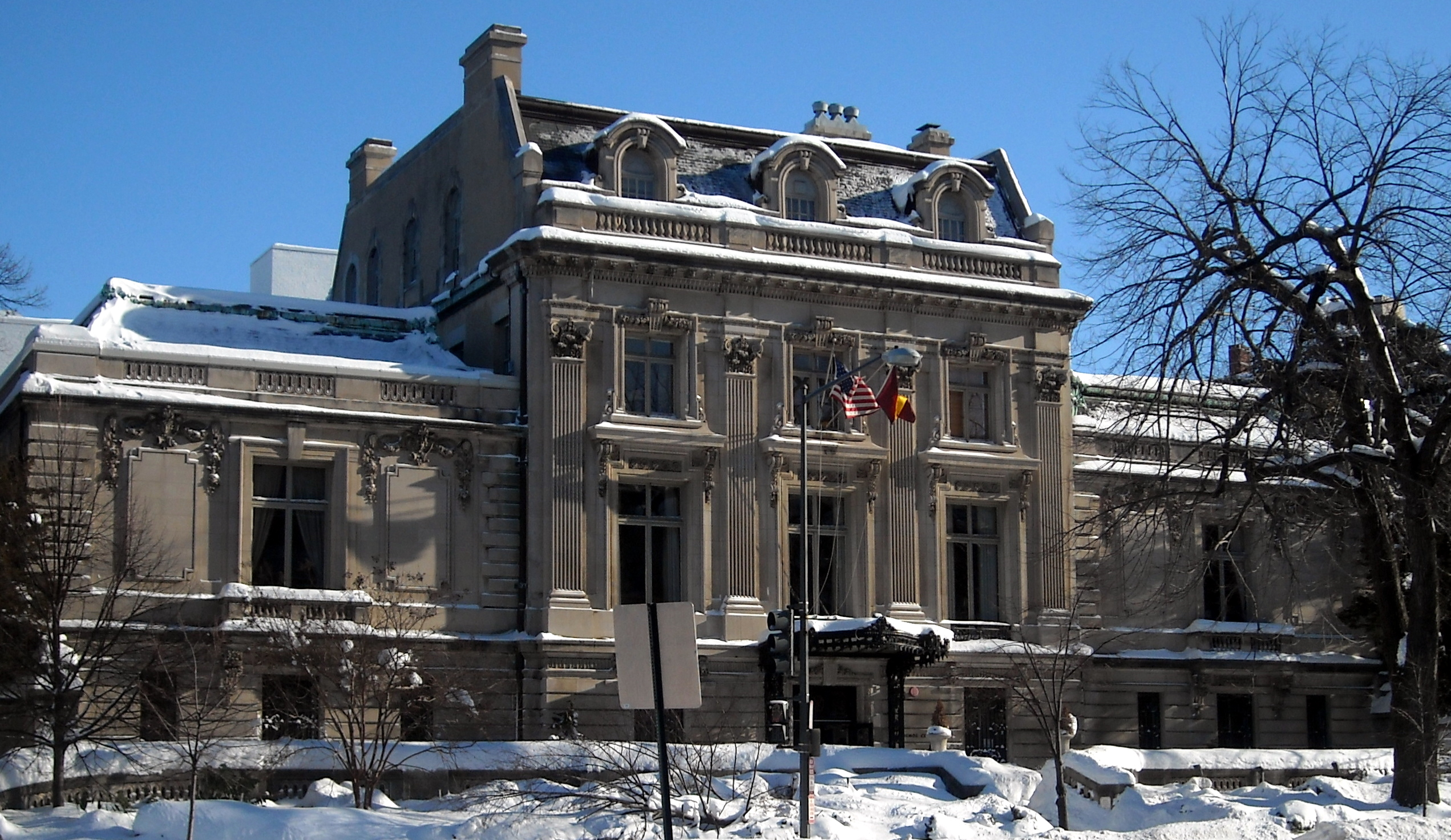
La Cosmos Club nel 2010, ex residenza di Sumner Welles dal 1925 al 1940

Sumner Welles si sposò tre volte. Il 14 aprile 1915 sposò Esther Hope Slater di Boston, sorella di un suo compagno di camera ad Harvard. Esther apparteneva ad una famiglia in vista, proprietaria di un "impero" dell'industria tessile, con sede in Massachusetts,
Discendeva dall'industriale Samuel Slater (1768 – 1835), detto "il padre della rivoluzione industriale americana", ed era nipote diretta del pittore americano William Morris Hunt.
Da Esther Sumner Welles ebbe due figli:
- Benjamin Welles (1916–2002), che divenne corrispondente estero del New York Times e poi biografo del padre
- Arnold Welles (1918–2002)

Otto anni dopo, nel 1923, Esther ottenne a Parigi il divorzio da Sumner Welles per «…abbandono [del tetto coniugale] e rifiuto di vivere con sua moglie».

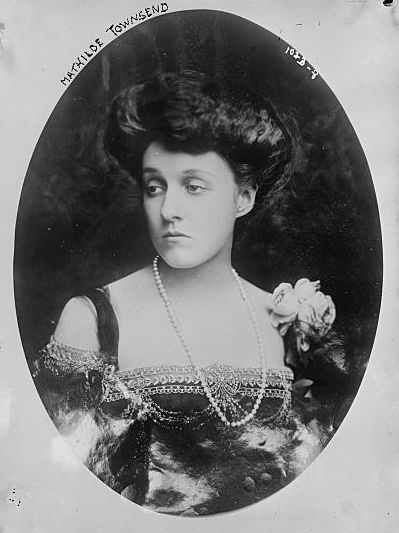
Mathilde Townsend, seconda moglie di Sumner Welles

Welles sposò quindi il 27 giugno 1925, a New York, Mathilde Scott Townsend (1885–1949), una nota bellezza internazionale, ritratta anche dal pittore John Singer Sargent. Mathilde era nipote diretta del magnate delle ferrovie e del carbone della Pennsylvania, William Lawrence Scott, che era stato membro della Camera dei rappresentanti per il 27º distretto. Il padre di Mathilde era Richard H. Townsend, che fu presidente della ferrovia Erie and Pittsburgh Railroad, e la madre Mary Scott Townsend, un'esponente di primo piano della società di Washington, nota per la sua eleganza. Mathilde si era sposata in prime nozze nel 1910 con Peter G. Gerry, deputato e poi senatore del Rhode Island e pronipote diretto di Elbridge Gerry, quinto Vice Presidente degli Stati Uniti, sotto la presidenza di James Madison.
La coppia divorziò nel 1925. Fino alla seconda guerra mondiale la coppia Welles visse a Washington, prima in una casa nella Massachusetts Avenue e poi in una casa del Cosmos Club. Mathilde morì di peritonite mentre era in vacanza in Svizzera con il marito, nel 1949. La coppia non ebbe figli. Welles sposò in terze nozze a New York, l'8 gennaio 1952, Harriette Appleton Post, un'amica d'infanzia, il cui nonno paterno era l'architetto George B. Post, progettista della sede della Borsa di New York; Henriette era reduce da due divorzi ed aveva ripreso il nome da nubile. La coppia andò ad abitare nella di lei casa nella Fifth Avenue in New York City.

## Opere
- The Time for Decision (Harper & Brothers, 1944)
- An Intelligent American's Guide to the Peace (Dryden, 1945)
- We Need Not Fail (Boston: Houghton Mifflin Co., 1948)
- Seven Decisions That Shaped History (NY: Harper 1951)
- Naboth's Vineyard: The Dominican Republic, 1844-1924 (reprint: Arno Press, 1972), ISBN 0-405-04596-4